# Olympische Winterspiele 2018/Shorttrack – 3000 m Staffel (Frauen)
Die 3000-m-Shorttrack-Staffel der Frauen bei den Olympischen Winterspielen 2018 wurde am 10. und 20. Februar 2018 in der Gangneung Ice Arena ausgetragen. Olympiasieger wurde die Staffel der Gastgeber aus Südkorea.

## Rekorde
In den beiden Vorläufen wurde bereits zweimal ein neuer olympischer Rekord aufgestellt.
| Weltrekord         | Suzanne Schulting, Yara van Kerkhof, Lara van Ruijven, Jorien ter Mors ( Niederlande) | 4:03,471 min | 20. Februar 2018 |
| Olympischer Rekord | Shim Suk-hee, Choi Min-jeong, Kim Ye-jin, Lee Yu-bin ( Südkorea)                      | 4:06,387 min | 10. Februar 2018 |
| Olympischer Rekord | Fan Kexin, Zhou Yang, Qu Chunyu, Han Yutong ( Volksrepublik China)                    | 4:05,315 min | 10. Februar 2018 |
| Olympischer Rekord | Suzanne Schulting, Yara van Kerkhof, Lara van Ruijven, Jorien ter Mors ( Niederlande) | 4:03,471 min | 20. Februar 2018 |

## Ergebnisse

### Vorläufe
QA – Qualifikation für das A-Finale
QB – Qualifikation für das B-Finale
| Rang | Lauf | Land                             | Athletinnen                                                                         | Zeit (min) | Anmerkungen |
| ---- | ---- | -------------------------------- | ----------------------------------------------------------------------------------- | ---------- | ----------- |
| 1    | 1    | Südkorea                         | Shim Suk-hee Choi Min-jeong Kim Ye-jin Lee Yu-bin                                   | 4:06,387   | Q, OR       |
| 2    | 1    | Kanada                           | Marianne St-Gelais Kim Boutin Jamie MacDonald Kasandra Bradette                     | 4:07,627   | QA          |
| 3    | 1    | Ungarn                           | Petra Jászapáti Andrea Keszler Sára Luca Bácskai Bernadett Heidum                   | 4:09,555   | QB          |
| 4    | 1    | Olympische Athleten aus Russland | Sofja Proswirnowa Jekaterina Konstantinowa Jekaterina Jefremenkowa Emina Malagitsch | 4:21,973   | QB          |
| 1    | 2    | Volksrepublik China              | Fan Kexin Han Yutong Qu Chunyu Zhou Yang                                            | 4:05,315   | QA, OR      |
| 2    | 2    | Italien                          | Arianna Fontana Lucia Peretti Cecilia Maffei Martina Valcepina                      | 4:05,918   | QA          |
| 3    | 2    | Niederlande                      | Suzanne Schulting Yara van Kerkhof Lara van Ruijven Jorien ter Mors                 | 4:05,977   | QB          |
| 4    | 2    | Japan                            | Hitomi Saito Sumire Kikuchi Ayuko Itō Yuki Kikuchi                                  | 4:12,664   | QB          |

### Finale

#### B-Finale
| Rang | Land                             | Athletinnen                                                                         | Zeit (min) | Anmerkung |
| ---- | -------------------------------- | ----------------------------------------------------------------------------------- | ---------- | --------- |
| 3    | Niederlande                      | Suzanne Schulting Yara van Kerkhof Lara van Ruijven Jorien ter Mors                 | 4:03,471   | WR, OR    |
| 4    | Ungarn                           | Petra Jászapáti Andrea Keszler Sára Luca Bácskai Zsófia Kónya                       | 4:03,603   |           |
| 5    | Olympische Athleten aus Russland | Sofja Proswirnowa Jekaterina Konstantinowa Jekaterina Jefremenkowa Emina Malagitsch | 4:08,838   |           |
| 6    | Japan                            | Hitomi Saito Sumire Kikuchi Shione Kaminaga Yuki Kikuchi                            | 4:13,072   |           |

#### A-Finale
| Rang | Land                | Athletinnen                                                     | Zeit (min) | Anmerkung |
| ---- | ------------------- | --------------------------------------------------------------- | ---------- | --------- |
| 1    | Südkorea            | Shim Suk-hee Choi Min-jeong Kim Ye-jin Kim A-lang               | 4:07,361   |           |
| 2    | Italien             | Arianna Fontana Lucia Peretti Cecilia Maffei Martina Valcepina  | 4:15,901   |           |
| 7    | Volksrepublik China | Fan Kexin Li Jinyu Qu Chunyu Zhou Yang                          |            | DSQ       |
| 8    | Kanada              | Marianne St-Gelais Kim Boutin Valérie Maltais Kasandra Bradette |            | DSQ       |